# María Florencia Kusch

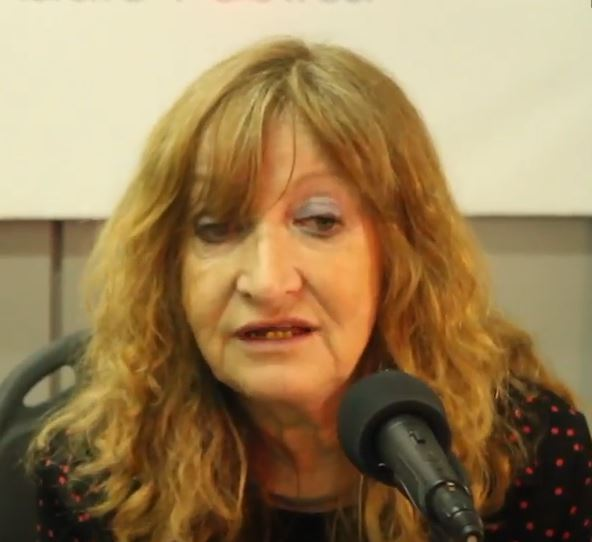
Florencia Kusch durante una entrevista en la Radio Nacional pública de Argentina

María Florencia Kusch (1949 - 2022) fue licenciada en Ciencias Antropológicas (Universidad de Buenos Aires). Becada por CONICET y por el Fondo Nacional de las Artes (FNA). Durante su carrera tuvo una destacada labor en investigación y compromiso con la construcción del pensamiento Nuestroamericano. En su ejercicio de la docencia promulgó la vinculación de las artes y el compromiso social.
Florencia Kusch se desempeñaba como docente en la carrera de Artes de la Facultad de Filosofía y Letras de la UBA, en la cátedra de Historia del Arte Precolombino, y en el Departamento de Folklore de la Universidad Nacional del Arte, como profesora de Arte Prehispánico Americano y Argentino. Dictó además una serie de seminarios de grado y de posgrado abordando las problemáticas de representación en la producción cerámica del noroeste argentino. Textos clásicos como “El concepto de humanidad en la Alfarería prehispánica del Noroeste Argentino” formaban parte de los seminarios.
Su trabajo interdisciplinario permitió el cruce entre la producción visual y simbólica prehispánica y las prácticas del arte contemporáneo, como en “Mito, texto y contexto en la expresión plástica Americana: la obra y el registro de la historia”. De la misma manera, abordó temáticas como “Arte y Paisaje, la creación, un espacio humanizado en la América Precolombina: su resemantización en la plástica contemporánea” en diferentes proyectos de investigación de ciencia y técnica.
Su producción intelectual atravesaba el ámbito académico y sus trabajos de campo en el sitio arqueológico de Bañado de los Pantanos, en la provincia de La Rioja, donde desarrolló su tesis. En simultáneo y de manera constante, desarrolló su labor militante en barrios populares y en la Villa 31 de Buenos Aires.
Ese ida y vuelta entre las instituciones y el despliegue territorial de su militancia barrial marcó el interés y el compromiso de Florencia. El resultado de ese compromiso conforma su legado a toda la comunidad, a la hora de socializar y compartir recíprocamente los saberes culturales, teniendo muy en cuenta los procesos de transformación de las subjetividades colectivas en pos de la construcción de un poder político popular.
Era hija del antropólogo y filósofo argentino Rodolfo Kusch.
Falleció en Buenos Aires el 6 de mayo de 2022.
- Datos: Q115606566